# Lékpépleu
Lékpépleu est une localité de la sous préfecture de Bogouiné située dans la région du Tonkpi. Elle appartient au département de Man. Lékpépleu abrite une population de 693 habitants.